# Ägir

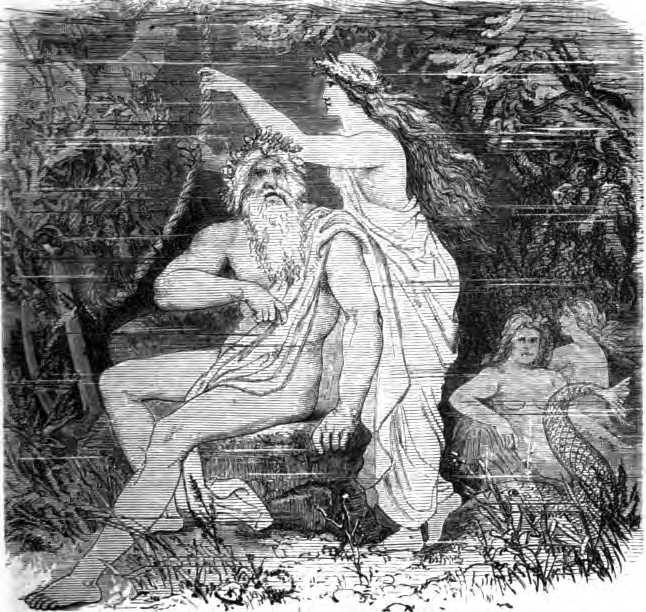
Ägir och Ran av F. W. Heine.

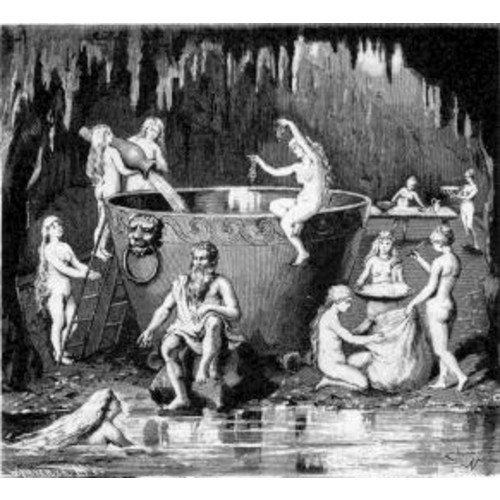
Ägir och Ran med sina nio döttrar. Illustration av Jenny Nyström ur Fredrik Sandlers utgåva av Eddan, 1893.

Ägir eller Äge (även Lä, Le eller Hlér), fornvästnordiska Ægir, fornsvenska möjligtvis *Æghir, är i nordisk mytologi en jätte som härskar över havet. Namnet Ägir betyder hav. Han är son till jätten Fornjot, bror till Låge (elden) och Kåre (vinden) och morfar till Heimdall. De olika formerna Ägir och Äge har uppkommit genom att Ägir inlånats direkt från fornvästnordiska, medan Äge bildats som svensk form på ett förmodat ljudlagsenligt sätt; se artikeln ija‐stam.

## Mytologi
Havsguden Ägir bor i ett guldskimrande palats dit även asarna kommer för att slå an en fest. Ägir har inte samma höga status – eller om man så vill, rang – som asarna, men kopplingen mellan havet och förgyllda salar gör att nutida forskare tror att han förknippas med skatter som gått förlorade i skeppsbrott. Ägir är gift med Ran (Rån), och tillsammans har de nio döttrar som alla bär namn efter olika slags vattenvågor. Dessa räknas upp på två ställen i "Skáldskaparmál" i Snorres Edda:
1. Himingläva (Himinglæva), som betyder 'den himmelsklara'
2. Dufa (Dúfa), som kan betyda 'duva', men även är ett slags våg
3. Blodughadda (Blóðughadda), som betyder 'den med blodigt hår'
4. Hefring
5. Unn (Unnr)
6. Hrönn
7. Bylgja, som på isländska betyder 'bölja'
8. Båra (Bára), som bland annat kan vara en tsunami, eller dröfn, som betyder 'vågtopp'
9. Kolga (Kólga)

Ägir spekuleras vara densamme som Gymer (Gýmir), vilket dock tillbakavisas av andra källor.

## Platsnamn
Enligt Snorre Sturlasson ska han bo på Læsø som har sitt namn efter honom. Även floden Eidern (danska: Ejderen) som förut utgjorde gräns mellan Danmark och Tyskland anses ha sitt namn av Ägir och hette tidigare Ægisdyr ("Ägirs dörr"). Även Äxtorp i Småland vid sjön Äjen anses ha sitt namn av Äge (Ägestorp-Äxtorp) som är den nutida svenska formen av det fornisländska Ägir. Även ett "Ägersryd" (ursprungligen Ägersjön) finns i Småland, Askeryd, där även "Assjö".